# British Rail Class 334
British Rail Class 334 "Juniper" – typ elektrycznych zespołów trakcyjnych wyprodukowanych w roku 2000 przez zakład koncernu Alstom w Birmingham. Ze względu na kłopoty techniczne, stała eksploatacja rozpoczęła się dopiero w roku 2002. Model ten należy do rodziny pociągów Juniper, obejmującej również składy typu British Rail Class 458 i British Rail Class 460. Dotychczas dostarczono 40 zestawów tej klasy. Obecnie jedynym użytkującym je przewoźnikiem jest First ScotRail, w barwach którego obsługują trasy podmiejskie na terenie Szkocji.

## Linki zewnętrzne

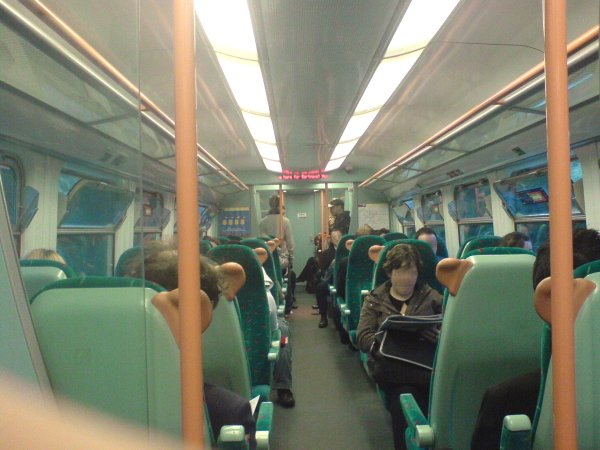
Wnętrze pociągu